# Русу Віктор Петрович
Віктор Петрович Русу (нар. 23 березня 1961) — радянський та молдовський футболіст, захисник.

## Життєпис
У чемпіонаті СРСР грав у командах «Ністру» (Кишинів), «Автомобіліст» (Тирасполь), «Заря» (Бєльці), СКА (Одеса) і «Суднобудівник» (Миколаїв).
Після розпаду СРСР грав у вищій лізі чемпіонату Молдови в командах «Буджак» (Комрат) і «МХМ 93» (Кишинів).
У сезоні 1993/94 років виступав за чеський клуб 2-го дивізіону «Ксаверів» (Прага).

## Досягнення
- Чемпіонат УРСР
  -  Срібний призер (1): 1990

- Національний дивізіон Молдови
  -  Бронзовий призер (1): 1992